# Juillet 1988

## Évènements
- Le Jammu Kashmir Liberation Front (JKLF) proclame en la lutte armée pour l’indépendance du Cachemire.
- Élections en Thaïlande.

- 1er juillet : fin du XIXe congrès du Parti communiste de l'Union soviétique. Gorbatchev propose une série de réformes constitutionnelles qui doivent transférer le pouvoir du parti à des représentants élus par le peuple, réduire le rôle du parti dans la gestion de l’économie locale et accroître largement le pouvoir du président.

- 3 juillet : 
  - le Vol 655 Iran Air est abattu par des missiles américains au-dessus du golfe Persique.
  - Formule 1 : Grand Prix automobile de France.

- 6 juillet : catastrophe de la plate-forme pétrolière Piper Alpha en mer du Nord qui provoque 167 morts.

- 10 juillet (Formule 1) : victoire du brésilien Ayrton Senna au volant d'une McLaren-Honda au Grand Prix automobile de Grande-Bretagne sur le circuit de Silverstone.

- 18 juillet : Téhéran accepte la résolution 598 de l'ONU.

- 20 juillet : un accord en 14 points est trouvé entre l'Afrique du Sud, l'Angola et Cuba. 50 000 soldats cubains sont alors en Angola.

- 23 juillet : en Birmanie, devant le mouvement populaire de protestation, Ne Win démissionne de la présidence du parti socialiste birman, déclenchant une période de forte instabilité politique.

- 23 - 30 juillet : le 73e congrès mondial d’espéranto a lieu à Rotterdam. Il est suivi par des participants venus de 63 pays et a pour thème « Science et technique pour la compréhension internationale ».

- 24 juillet (Formule 1) : Grand Prix automobile d'Allemagne.

- 29 juillet : Education Act au Royaume-Uni donnant aux établissements une importante marge de manœuvre en matière de budget et de recrutement des enseignants. Elle impose un programme national obligatoire dans une dizaine de matières et un examen national de fin d’étude secondaire (GCSE).

- 31 juillet[1] : le roi Hussein de Jordanie accepte que la Cisjordanie ne fasse plus partie de son royaume. Il cesse d’être le représentant des Palestiniens.

## Naissances
- 1er juillet : Evan Ellingson, acteur américain († 5 novembre 2023).
- 2 juillet : Alexandra Vydrina, linguiste russe († 16 septembre 2021).
- 3 juillet : Maximilian Schlichter, chanteur et guitariste du groupe Killerpilze.
- 4 juillet : Grégory Gatignol, acteur français
- 6 juillet : Léane Labrèche-Dor, comédienne et humoriste québécoise.
- 7 juillet : 
  - Thomas Jarry, Citoyen français.
  - Claire Holt, actrice australienne.
  - Maria Krioutchkova, gymnaste artistique russe († 8 mars 2015).
- 8 juillet : Fanny Agostini, journaliste, présentatrice TV française.
- 13 juillet : Colton Haynes, acteur et mannequin américain.
- 15 juillet : Monica Wright, basketteuse américaine.
- 16 juillet : Sergio Busquets, footballeur espagnol. (FC Barcelone).
- 19 juillet : Popcaan, chanteur de dancehall.
- 20 juillet : Phillip Adams, joueur de football américain († 7 avril 2021).
- 22 juillet : George Santos, homme politique américain.
- 24 juillet :
  - Sandra Antonio, taekwondoïste angolaise.
  - Helena Casas, coureuse cycliste espagnole.
- 26 juillet : Marty Scurll, catcheur professionnel américain.
- 28 juillet : Rebecca Williams, actrice anglaise.
- 30 juillet : 
  - Lara Jean Marshall, actrice australienne.
  - Nico Tortorella, acteur américain.

## Décès
- 1er juillet : Hermann Volk, cardinal allemand, évêque de Mayence (° 27 décembre 1903).
- 18 juillet : Nico, chanteuse, actrice.
- 25 juillet : Judith Barsi actrice américaine, morte à l'âge de 10 ans.